# Ivan Fidalgo
Ivan Matos Duarte Fidalgo (sinh ngày 4 tháng 4 năm 1992) là một cầu thủ bóng đá người Bồ Đào Nha thi đấu cho Mafra, ở vị trí tiền đạo.

## Sự nghiệp bóng đá
Vào ngày 2 tháng 8 năm 2015, Fidalgo có màn ra mắt cho Mafra trong trận đấu tại Cúp Liên đoàn bóng đá Bồ Đào Nha 2015–16 trước Leixões.